# IP Móvil
Mobile IP (IETF RFC 3344) es un protocolo estándar creado por la Internet Engineering Task Force (IETF) y diseñado para permitir a los usuarios de dispositivos móviles moverse de una red a otra manteniendo permanentemente su dirección IP. El protocolo Mobile IP se describe en la IETF RFC 3344.

## Introducción
Mobile IP ofrece un mecanismo eficiente y escalable para nodos móviles dentro de Internet. Con Mobile IP, los nodos pueden cambiar sus puntos de acceso a Internet sin tener que cambiar su dirección IP. Esto permite mantener el transporte y conexiones de alto nivel mientras se mueve. La movilidad del nodo es realizada sin la necesidad de propagar las rutas de los hosts a través del enrutamiento.

### Aplicaciones
Mobile IP se encuentra frecuentemente en entornos wireless WLAN (redes inalámbricas) donde los usuarios necesitan llevar sus dispositivos a través de varias redes (LANs) con diferentes direcciones IP. Esto también se puede usar en redes 3G para ofrecer transparencia cuando los usuario(a)s de Internet migran entre las antenas celulares.
En muchas aplicaciones, como VPN y VoIP, por mencionar algunas, los cambios repentinos en la red y en la dirección IP pueden causar problemas.

### Características
- No tiene limitaciones geográficas, por lo que el usuario puede conectarse en cualquier lugar.
- No tiene necesidad de conexión física.
- No tiene que modificar enrutadores o terminales ya que mantienen su IP.
- No afecta a los protocolos de transporte ni a los de alto nivel.
- Soporta seguridad para garantizar la protección de los usuarios.
- El cambio de red debe ser lento (si nos movemos en un coche no se podría aprovechar las características de IP móvil)

## Cómo Funciona Mobile IP
Un nodo móvil puede tener dos direcciones, una permanente (home) y una dirección dinámica (care-of address), es decir, respectiva al nodo móvil cuando visita la red. Hay dos tipos de entidades en Mobile IP:
- Un agente inicial (Home Agent, HA) que almacena la información sobre el nodo móvil cuya dirección permanente es la de la red del agente.
- Un agente externo (Foreign Agent, FA) almacena información sobre cada nodo móvil visitado en su red. Los agentes externos también cuidan la dirección que está siendo usada por el móvil IP.

Si el nodo móvil se encuentra en su red local actúa como nodo fijo y los paquetes seguirán las reglas convencionales. En el caso de que se encuentre en una red foránea, un nodo que quiere comunicarse con el nodo móvil usa la dirección inicial (home) del nodo móvil para enviarle paquetes. Estos paquetes son interceptados por el agente inicial (home), el cual usa una tabla y túneles. Los paquetes con destino al nodo móvil llevan una nueva cabecera IP con la dirección care-of address que encapsula la cabecera original con la dirección original. Los paquetes son desencapsulados en el extremo final del túnel para eliminar la cabecera IP añadida y así entregarlo al nodo móvil.
Cuando actúa como emisor, el nodo móvil simplemente envía directamente los paquetes al nodo receptor a través del agente externo. En caso necesario, el agente externo podría emplear reverse tunneling por el túnel del nodo móvil hasta el agente inicial (home), el cual los reenviará al nodo receptor. 
El protocolo Mobile IP define lo siguiente:
- un procedimiento de registro de autenticación por el cual el nodo informa a su agente (home) de su Care of Address;
- una extensión ICMP Router Discovery, el cual permite que los nodos móviles descubran agentes caseros anticipados y agentes extranjeros; y
- las reglas para enrutar paquetes hacia y desde nodos móviles, incluyendo la especificación de un mecanismo obligatorio de hacer túnel y de varios mecanismos opcionales para también, hacer túnel.

### Futuro
Mejoras en la técnica de Mobile IP, como Mobile IPv6 y Hierarchical Mobile IPv6 (HMIPv6), están siendo desarrolladas para mejorar las comunicaciones móviles en ciertas circunstancias haciendo el proceso más seguro y más eficiente.
También hay investigadores trabajando en crear soporte para redes móviles sin requerir ninguna infraestructura pre-desplegada según los requisitos de la MIPS. Un ejemplo es Interactive Protocol for Mobile Networking (IPMN) el cual promete soporte a movilidad en una red común IP.

### Similitud con NetBIOS
Mobile IP es similar a NetBIOS en combinación con los servicios de Microsoft Network Neighborhood pero mientras que ambos protocolos no prohíben una cierta forma de descubrimiento alejado, trabajan en diversos niveles. NetBIOS trabaja en la capa de sesión del modelo OSI y requiere utilizar una forma válida de capa de red. El Mobile IP direcciona en la capa subyacente de red.